# Eurovignet
Het eurovignet is een certificaat dat verplicht is in Nederland, Luxemburg, Denemarken en Zweden voor vrachtwagens met een gewicht van 12.000 kilogram of meer die gebruikmaken van autosnelwegen. Met dit certificaat kan worden aangetoond dat er een speciale belasting (in Nederland is dat de belasting zware motorrijtuigen, BZM) betaald is. Het eurovignet kan gezien worden als een vorm van tolheffing.
Het eurovignet is voortgekomen uit een internationaal verdrag dat op 9 februari 1994 werd gesloten in Brussel en ondertekend werd door Duitsland, Nederland, België, Luxemburg en Denemarken. De daadwerkelijke invoering was in Nederland op 1 januari 1996. Op 1 februari 1998 sloot Zweden zich bij deze landen aan. 
De prijs van het vignet hangt af van de milieuklasse van de motor en het aantal assen waaruit de combinatie bestaat. De inkomsten worden met een verdeelsleutel over de deelnemende landen verdeeld.
In Duitsland is het eurovignet op 31 augustus 2003 afgeschaft en is het in 2005 vervangen door een elektronisch tolsysteem van het bedrijf Toll Collect. Sinds 1 april 2016 is ook in de drie Belgische gewesten het eurovignet vervangen door een kilometerheffing voor vrachtwagens zwaarder dan 3,5 ton.